# Luchthaven Bakouma
Luchthaven Bakouma (IATA: BMF, ICAO: FEGM) is een luchthaven bij Bakouma, Centraal-Afrikaanse Republiek.